# Wanna One
A Wanna One egy dél-koreai fiúegyüttes, melyet 2017-ben hozott létre az CJ E&M.

## Tagjai
-Lee Daehwi (I Dehwi)
-Kang Daniel
-Ong Seongwoo (Ong Szongu)
-Park Jihoon  (Pak Dzsihun)
-Lai Guanlin (Lái Guanlin)
-Hwang Minhyun (Hvang Minhjon)
-Ha Sungwoon (Ha szongun)
-Kim Jaehwan (Kim Dzsehwan)
-Yoon Jisung (Jun Dzsiszong)
-Bae Jinyoung (Be Dzsinjong)
-Park Woojin (Pak Udzsin)
| tagok nevei                                  | Születési dátum    | jelenlegi tevékenység                    | magyaros átírás           |
| -------------------------------------------- | ------------------ | ---------------------------------------- | ------------------------- |
| Yoon Ji Sung (윤지성)                        | 1991.03.01 29 éves | szóló énekes (katonaságban van jelenleg) | Jun Dzsiszong             |
| Ha Sung Woon (하성운)                        | 1994.03.22 26 éves | HOTSHOT                                  | Ha Szongun                |
| Hwang Min Hyun (황민현)                      | 1995.08.09 24 éves | Nu'est                                   | Hvang Minhjon             |
| Ong Seong Woo (옹성우)                       | 1995.08.25 24 éves | színész                                  | Ong Szongu                |
| Kim Jae Hwan (김재환)                        | 1996.05.27 24 éves | szóló énekes                             | Kim Dzsehvan              |
| Kang Daniel (강다니엘)/Kang Eui Gun (강의건) | 1996.12.10 23 éves | szóló énekes                             | Kang Daniel/ Kang Jui Gon |
| Park Ji Hoon (박지훈)                        | 1999.05.29 21 éves | szóló énekes                             | Pak Dzsihun               |
| Park Woo Jin (박우진)                        | 1999.11.02 20 éves | AB6IX                                    | Pak Udzsin                |
| Bae Jin Young (배진영)                       | 2000.05.10 19 éves | CIX                                      | Be Dzsinjong              |
| Lee Dae Hwi (이대휘)                         | 2001.01.29 19 éves | AB6IX                                    | I Dehvi                   |
| Lai Guanlin (賴冠霖)                         | 2001.09.23 18 éves | Wooseok x Guanlin                        | Lái Kuanlin               |

## Diszkográfia

### Stúdióalbumok
- 2017: 1X1=1 (To Be One)
- 2017: 1-1=0 (Nothing Without You)